# Schneezeichen

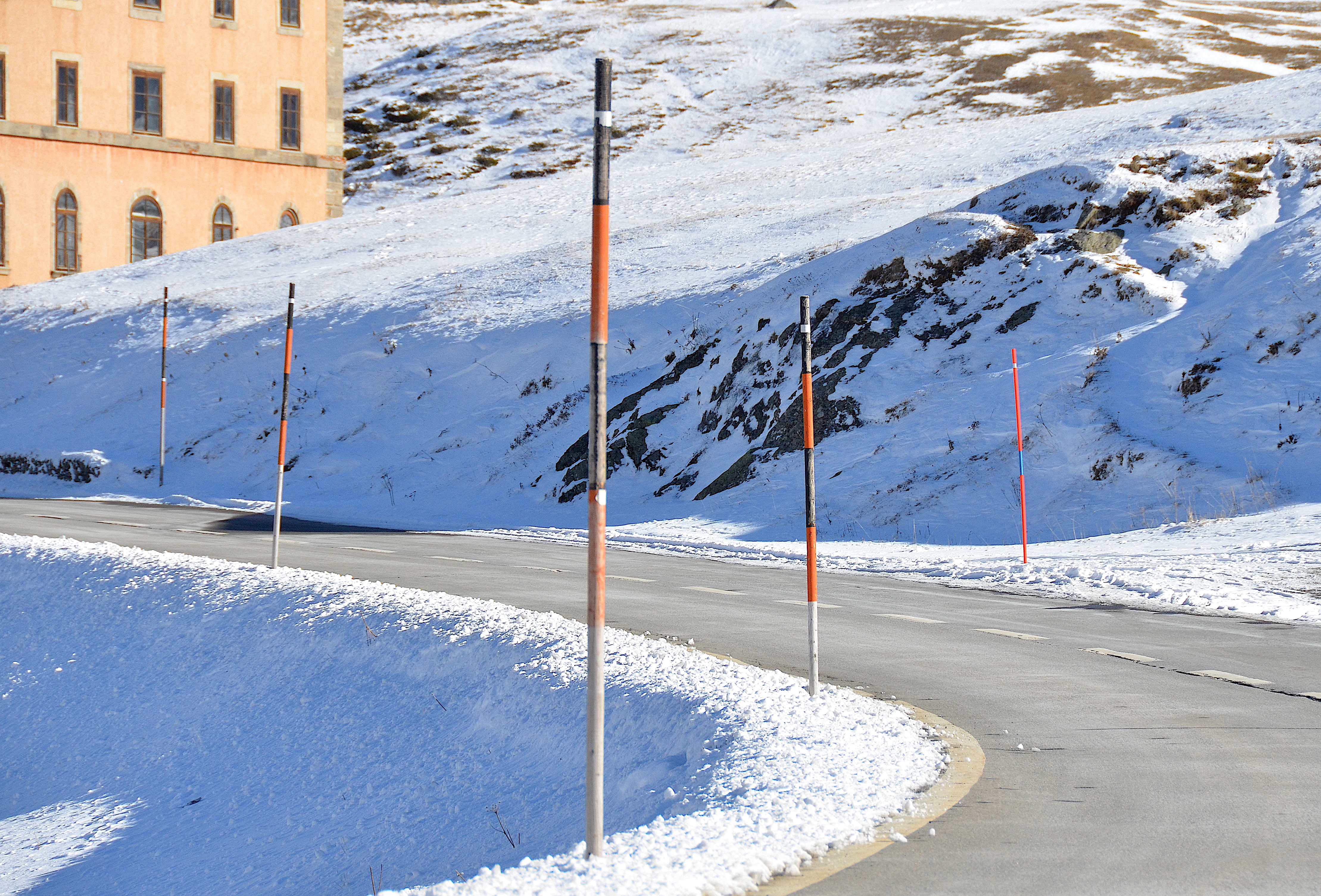
Schneeleitstangen am Simplonpass

Das Schneezeichen, auch Schneestange, Schneeleitstab, Schneeleitstange, Schneestab, Schneepfahl, Schneestock oder Schneestecken genannt, ist Teil der Straßenausstattung und dient sowohl dem Verkehrsteilnehmer als auch dem Räumdienst als Orientierungshilfe bei großen Schneehöhen, welche die regulären Leitpfosten überragen. Es zählt damit genauso wie letzterer zu den Verkehrsleiteinrichtungen und verbessert die Erkennbarkeit des Fahrbahnrandes sowie seitlicher Hindernisse, die vom Schnee verdeckt werden. In Deutschland werden Schneezeichen überwiegend in Regionen eingesetzt, in denen während der Wintermonate mit Schneehöhen oder Schneeverwehungen über 50 cm zu rechnen ist.

## Verwendung
In der Vergangenheit wurden Schneezeichen vom zuständigen Chausseewärter in regelmäßigen Abständen entlang der Straße oder des Weges aufgestellt. Dafür wurden anfangs dicke Äste oder einfache Holzstöcke verwendet, die sich entlang des Weges befanden und leicht einsammeln ließen. Erst mit dem Aufkommen des motorisierten Verkehrs wurden eigens Schneestangen hergestellt und zur besseren Erkennbarkeit mit Warnfarben markiert oder mit Fahnen ausgestattet.
Heute liefert die Industrie verschiedene Schneezeichen aus Kunststoff, Metall oder Holz, die mit reflektierenden Folien überzogen sind. Neben der Ausführung als Einzelsystem kann das Schneezeichen auch mit Leitpfosten kombiniert werden, indem die Stange innerhalb des Leitpfostens verborgen ist und bei Bedarf vom Straßenwärter herausgezogen wird. Die Einzelsysteme der Schneestangen (meist 1,5 m, 2,0 m oder 2,5 m lang) werden entweder mit Leitpfostenkappen, Klemmsystemen für Leitpfosten oder Bodenhülsen befestigt. Soll die Sichtbarkeit der Stange in der Dunkelheit zusätzlich verbessert werden, wird am oberen Ende der Stange ein Querbalken mit Reflektorfolie integriert.
In Deutschland sind Schneestangen in orange-schwarzen Streifen (quer) üblich.

## Galerie

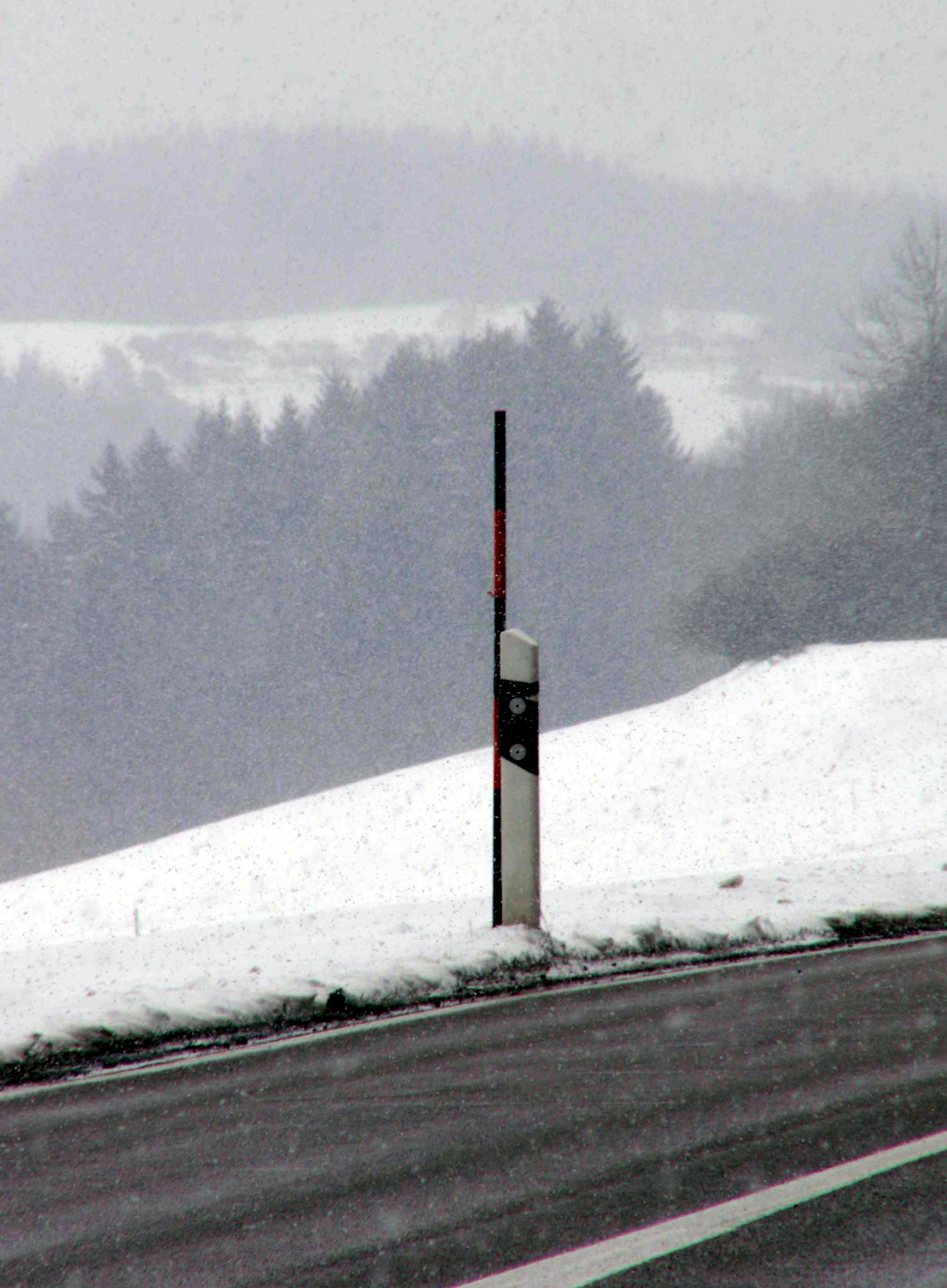
Schneezeichen an einem Leitpfosten, in der Nähe der Hohen Acht, Eifel
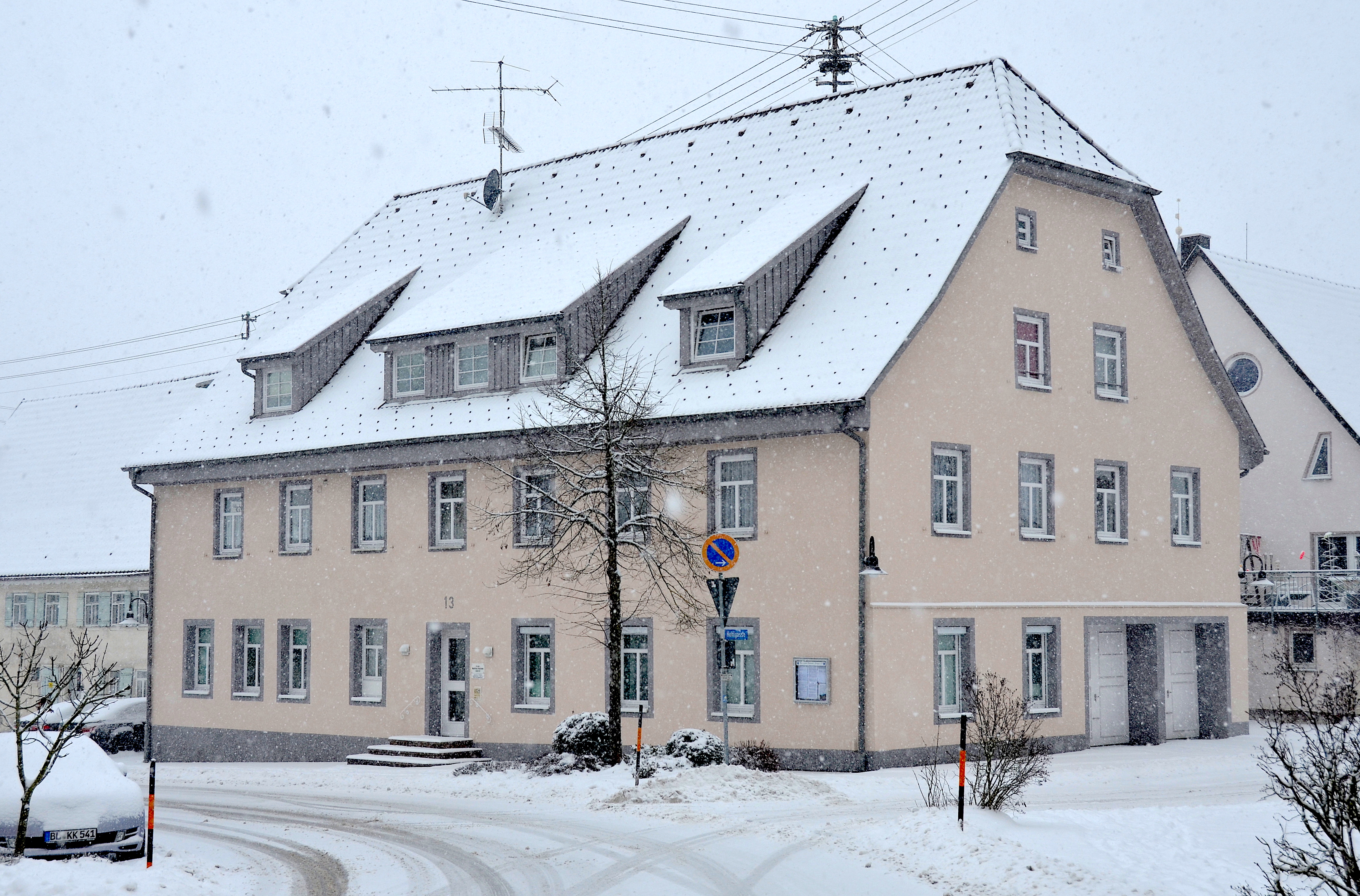
Orange-schwarze Schneezeichen innerorts in Tieringen auf dem schneereichen Großen Heuberg, Schwäbische Alb
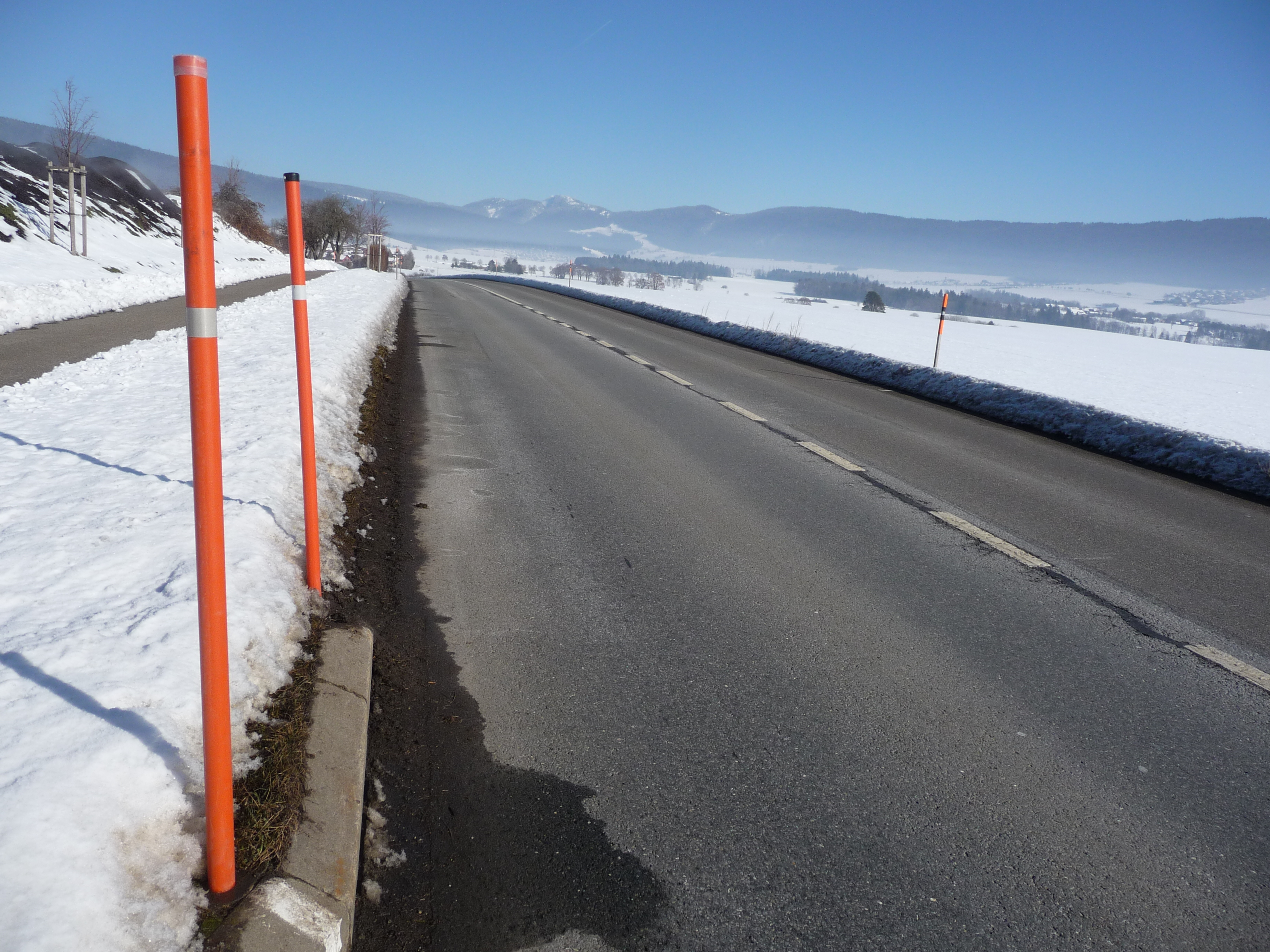
Separate, orange Schneezeichen in Boudevilliers, Val-de-Ruz, Schweiz.
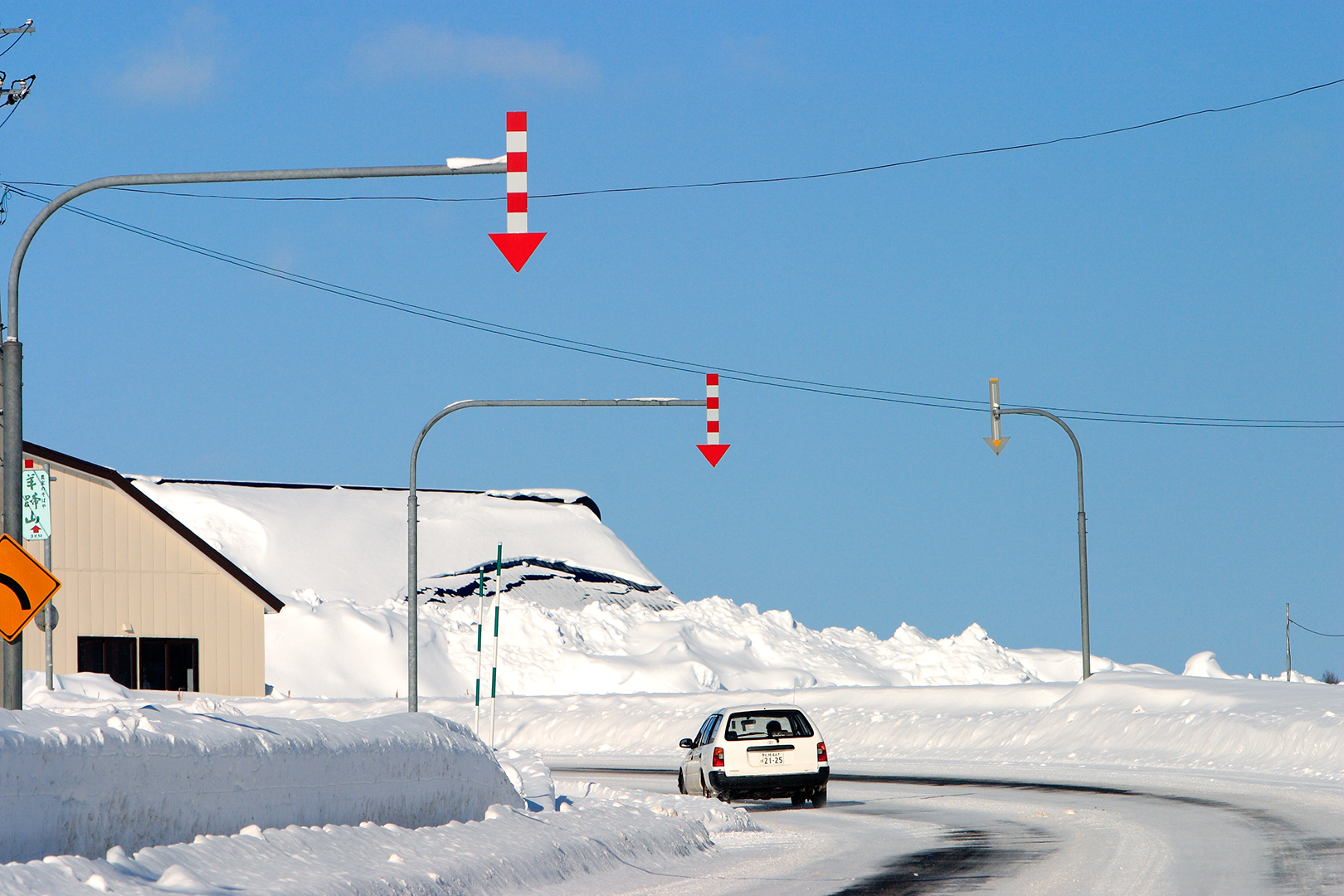
Grün-weiße Schneezeichen in Hokkaido, Japan.
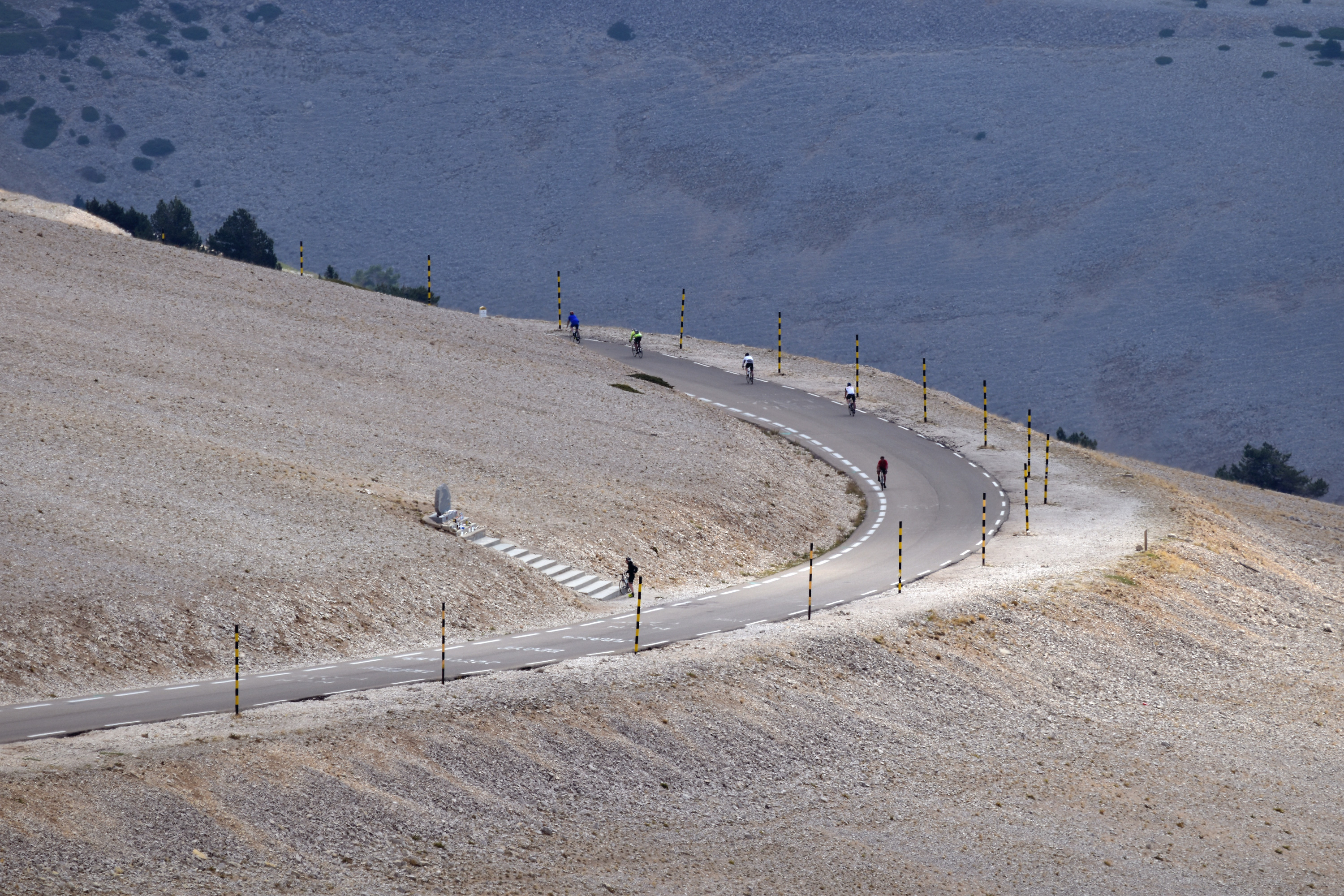
Gelb-schwarze Schneezeichen am Mont Ventoux, Frankreich.